# Blåpude
Blåpude (Aubrieta) er en slægt, som er udbredt i Sydeuropas bjerge. Det er pudedannende stauder med rodslående stængler og ganske små, helrandede og tæt hårede blade. Blomsterne er typiske, 4-tallige korsblomster, der sidder så tæt, at de dækker løvet i det tidlige forår. Her omtales kun de arter og hybrider, der dyrkes i Danmark.
| Arter |

- Almindelig blåpude (Aubrieta deltoidea)

| Hybrider |

- Aubrieta x cultorum